# Metatachardia myrica
Metatachardia myrica är en insektsart som beskrevs av Tang 1974. Metatachardia myrica ingår i släktet Metatachardia och familjen Kerriidae. Inga underarter finns listade i Catalogue of Life.